# Cecelia Wolstenholme

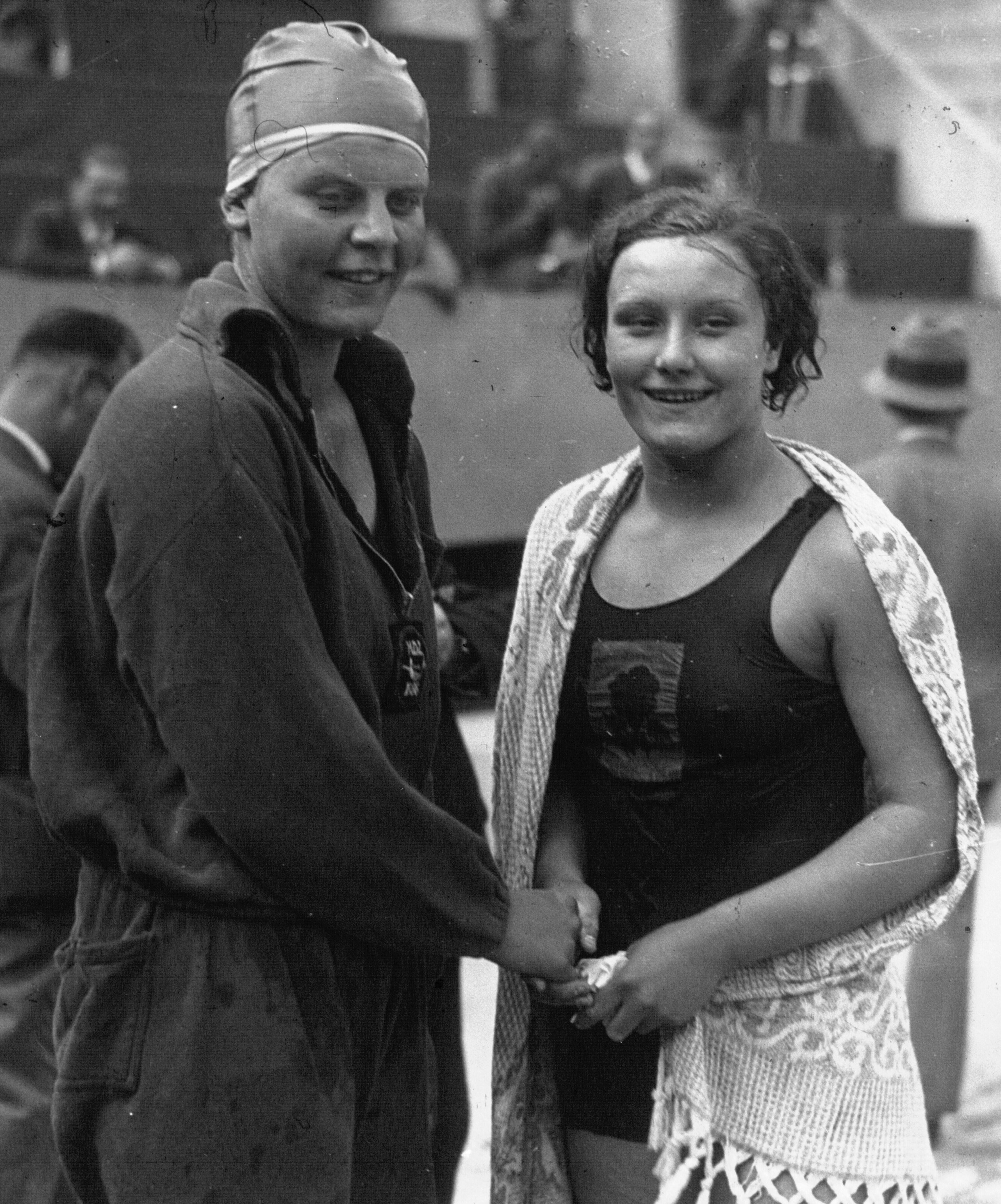
Jenny Kastein (links) und Cecelia Wolstenholme (1931)

Cecelia „Cee Cee“ Wolstenholme, nach Heirat Cecelia Thornton (* 18. Mai 1915 in Manchester; † 25. Oktober 1968 ebenda) war eine britische Schwimmerin. Sie gewann bei Europameisterschaften eine Gold- und eine Bronzemedaille. Bei Commonwealth Games erhielt sie eine Goldmedaille.

## Karriere
Cecelia Wolstenholme trat für den Moss Side Swim Club in Manchester an. Ihre Spezialdisziplin war das Brustschwimmen.
Bei den British Empire Games 1930 im kanadischen Hamilton wurden die Schwimmwettbewerbe nicht auf metrischen Strecken, sondern auf Yards-Distanzen ausgetragen. Über 200 Yards Brust siegte Wolstenholme vor ihrer englischen Mannschaftskameradin Margery Hinton und der Schottin Ellen King. Im Jahr darauf bei den Europameisterschaften 1931 in Paris gewann Wolstenholme über 200 Meter Brust mit fast zwei Sekunden Vorsprung auf die Niederländerin Jenny Kastein, weitere zwei Sekunden dahinter erschwamm Margery Hinton die Bronzemedaille.
Bei den Olympischen Spielen 1932 in Los Angeles schied Wolstenholme im Vorlauf über 200 Meter Brust aus. Zwei Jahre später bei den Europameisterschaften 1934 in Magdeburg wurde Wolstenholme Fünfte über 400 Meter Freistil. Die britische 4-mal-100-Meter-Freistilstaffel mit Olive Bartle, Margery Hinton, Edna Hughes und Cecelia Wolstenholme belegte den dritten Platz hinter den Niederländerinnen und den Deutschen.
Cecelia Wolstenholme gewann 1930 den Titel über 200 Yards Brust bei den Meisterschaften der englischen Amateur Swimming Association (ASA) und wurde viermal Zweite. Ihre ebenfalls für den Moss Side Swim Club startende Schwester Beatrice Wolstenholme gewann in den Jahren von 1933 bis 1935 fünf Meistertitel der ASA.